# 波罗奈河
波罗奈河（俄语：Река Поронай），日治时期称幌内川（日语：／），清时称多罗河，是库页岛中北部主要河流，向南流入捷尔佩尼耶湾，全长320（200英里）。

## 名称
河的日俄名称均来源于阿伊努語的“ポロ・ナイ（大河）”。尼夫赫语称“Плый（主河）”。俄方又名涅瓦河（Река Нева），以纪念第一次俄国环球探险中的同名船隻。

## 地理
河流长350（220英里），盆地面积7,990平方（3,080平方英里）。它起源于东萨哈林山脉系统中的纳比尔山脊，流经多沼泽的特米-幌内低地，流入鄂霍次克海的捷尔佩尼耶湾。在距海10公里处，河分为2个分支，彼此距5公里，形成沼泽河岛。河的西口附近是波罗奈斯克市。
河上有两座桥，是铁路和公路桥，位于波别季诺和佩尔沃迈斯克村之间的河中，彼此相邻。河谷内尤其是下游和奥列尼亚河的交汇处多湖泊，其中较大的有乌尤诺耶湖、皮卡湖、库尔察湖和涅扎梅特诺耶湖。
该河水源以冰雪融水为主。年平均径流量120立方每秒（4,200立方英尺每秒）。距河口101公里处长期平均水流量78.9立方每秒（2,790立方英尺每秒）。四月冰融化，五月前十天洪水达到高峰，最低水位出现在九月的后十天，十一月结冰。
列昂尼多夫卡河、奥尔洛夫卡河、奥诺尔卡河、卡緬卡河、布尤克林卡河、叶尔尼河、隆加里河、北汉达萨河、南汉达萨河、波别金卡河、陶兰河、图曼纳亚河、达尔达甘卡河、塔约日纳亚河、日特尼察河、瓦尔扎河、博里索夫卡河和克列斯特河均注入此河。
河中的水体内還生活着粉紅鮭、大马哈鱼、花羔红点鲑、銀鮭、櫻鱒、遠東紅點鮭、哲罗鲑等鱼类。